# Raorchestes travancoricus
Raorchestes travancoricus é uma espécie de anfíbio da família Rhacophoridae. Endêmica da Índia, onde é conhecida apenas da localidade-tipo em Bodanaikanur, Travancore, nos Gates Ocidentais, no estado de Tamil Nadu.
Está classificada pela IUCN como extinta, já que não é registrada a mais de 100 anos, apesar das intensas buscas pela área de distribuição. Em 2009 a espécie foi redescoberta.